# بروكلن سنتر
بروكلن سنتر، مينيسوتا هي مدينة في ولاية مينيسوتا، الولايات المتحدة الأمريكية. تقع على الضفة الغربية لنهر المسيسيبي، شمال غرب مقاطعة هينيبين في منيابولس. ويعتبر واحداً من أقدم الأحياء الداخلية من منيابولس سانت بول، وبلغ عدد سكانها 27488 في تعداد عام 2007.

## التركيبة السكانية
قام مكتب تعداد الولايات المتحدة بتحديد بيانات التركيبة السكانية لبروكلن سنترفي تعداد الولايات المتحدة. في ما يلي، التركيبة السكانية حسب تعدادي 2000 و2010.

### تعداد عام 2000
بلغ عدد سكان بروكلن سنتر 29,172 نسمة بحسب تعداد عام 2000، وبلغ عدد الأسر 11,430 أسرة وعدد العائلات 7,383 عائلة مقيمة في المدينة.
وتوزع التركيب العرقي للمدينة بنسبة 71.39% من البيض و0.87% من الأمريكيين الأصليين و8.79% من الأمريكيين ذوي الأصول الآسيوية و0.01% من سكان جزر المحيط الهادئ و14.09% من الأمريكيين الأفارقة و3.36% من عرقين مختلطين أو أكثر.
بلغ عدد الأسر 11,430 أسرة كانت نسبة 29.7% منها لديها أطفال تحت سن الثامنة عشر تعيش معهم، وبلغت نسبة الأزواج القاطنين مع بعضهم البعض 46.3% من أصل المجموع الكلي للأسر، ونسبة 13.4% من الأسر كان لديها معيلات من الإناث دون وجود شريك، وكانت نسبة 35.4% من غير العائلات. تألفت نسبة 28.2% من أصل جميع الأسر من أفراد ونسبة 11.0% كانوا يعيش معهم شخص وحيد يبلغ من العمر 65 عاماً فما فوق. وبلغ متوسط حجم الأسرة المعيشية 3.11، أما متوسط حجم العائلات فبلغ 2.52.
بلغ العمر الوسطي للسكان 35 عاماً. وكانت نسبة 25.1% من القاطنين تحت سن الثامنة عشر، وكانت نسبة 9.6% بين الثامنة عشر والأربعة وعشرون عاماً، ونسبة 30.1% كانت واقعةً في الفئة العمرية ما بين الخامسة والعشرين حتى الرابعة والأربعين عاماً، ونسبة 19.8% كانت ما بين الخامسة والأربعين حتى الرابعة والستين، ونسبة 15.4% كانت ضمن فئة الخامسة والستين عاماً فما فوق. يوجد لكل 100 أنثى 94.9 ذكر، ويوجد لكل 100 أنثى في الثامنة عشر من عمرها فما فوق 91.8 ذكر.
بلغ متوسط دخل الأسرة في المدينة 44,570 دولار، أما متوسط دخل العائلة فبلغ 52,006 دولار. وكان متوسط دخل الذكور 36,031 دولار مقابل 27,755 دولار للإناث. وسجل دخل الفرد الخاص بالمدينة 19,695 دولار. وكانت نسبة 4.7% من العائلات ونسبة 7.4% من السكان تحت خط الفقر، وكان من هؤلاء نسبة 10.7% تحت سن الثامنة عشر ونسبة 5.6% في الخامسة والستين من العمر وما فوق.

### تعداد عام 2010
بلغ عدد سكان بروكلن سنتر 30,104 نسمة بحسب تعداد عام 2010، وبلغ عدد الأسر 10,756 أسرة وعدد العائلات 7,010 عائلة مقيمة في المدينة. في حين سجلت الكثافة السكانية 3,781.9 نسمة لكل ميل مربع (1,460.2/كم2). وبلغ عدد الوحدات السكنية 11,640 وحدة بمتوسط كثافة قدره 1,462.3 لكل ميل مربع (564.6/كم2).
وتوزع التركيب العرقي للمدينة بنسبة 49.1% من البيض و0.8% من الأمريكيين الأصليين و14.3% من الأمريكيين ذوي الأصول الآسيوية و0.1% من سكان جزر المحيط الهادئ و25.9% من الأمريكيين الأفارقة و4.4% من عرقين مختلطين أو أكثر.
بلغ عدد الأسر 10,756 أسرة كانت نسبة 36.0% منها لديها أطفال تحت سن الثامنة عشر تعيش معهم، وبلغت نسبة الأزواج القاطنين مع بعضهم البعض 40.4% من أصل المجموع الكلي للأسر، ونسبة 18.1% من الأسر كان لديها معيلات من الإناث دون وجود شريك، بينما كانت نسبة 6.6% من الأسر لديها معيلون من الذكور دون وجود شريكة وكانت نسبة 34.8% من غير العائلات. تألفت نسبة 27.7% من أصل جميع الأسر من أفراد ونسبة 10.7% كانوا يعيش معهم شخص وحيد يبلغ من العمر 65 عاماً فما فوق. وبلغ متوسط حجم الأسرة المعيشية 3.43، أما متوسط حجم العائلات فبلغ 2.78.
بلغ العمر الوسطي للسكان 32.6 عاماً. وكانت نسبة 27.6% من القاطنين تحت سن الثامنة عشر، وكانت نسبة 10.1% بين الثامنة عشر والأربعة وعشرون عاماً، ونسبة 28.1% كانت واقعةً في الفئة العمرية ما بين الخامسة والعشرين حتى الرابعة والأربعين عاماً، ونسبة 22.1% كانت ما بين الخامسة والأربعين حتى الرابعة والستين، ونسبة 12.2% كانت ضمن فئة الخامسة والستين عاماً فما فوق. وتوزع التركيب الجنسي للسكان بنسبة 48.7% ذكور و51.3% إناث.